# 모니카 베디
모니카 베디(Monica Bedi, 1970년 1월 18일 ~ )는 인도의 배우이다.